# Pelican Lake, Manitoba
Pelican Lake är en sjö i Kanada.   Den ligger i provinsen Manitoba, i den sydöstra delen av landet, 1 800 km väster om huvudstaden Ottawa. Pelican Lake ligger 410 meter över havet. Arean är 29,1 kvadratkilometer. Den sträcker sig 16,3 kilometer i nord-sydlig riktning, och 12,2 kilometer i öst-västlig riktning.
Trakten runt Pelican Lake består till största delen av jordbruksmark. Trakten runt Pelican Lake är nära nog obefolkad, med mindre än två invånare per kvadratkilometer.